# Püspöki rezidencia és kápolna (Makó)

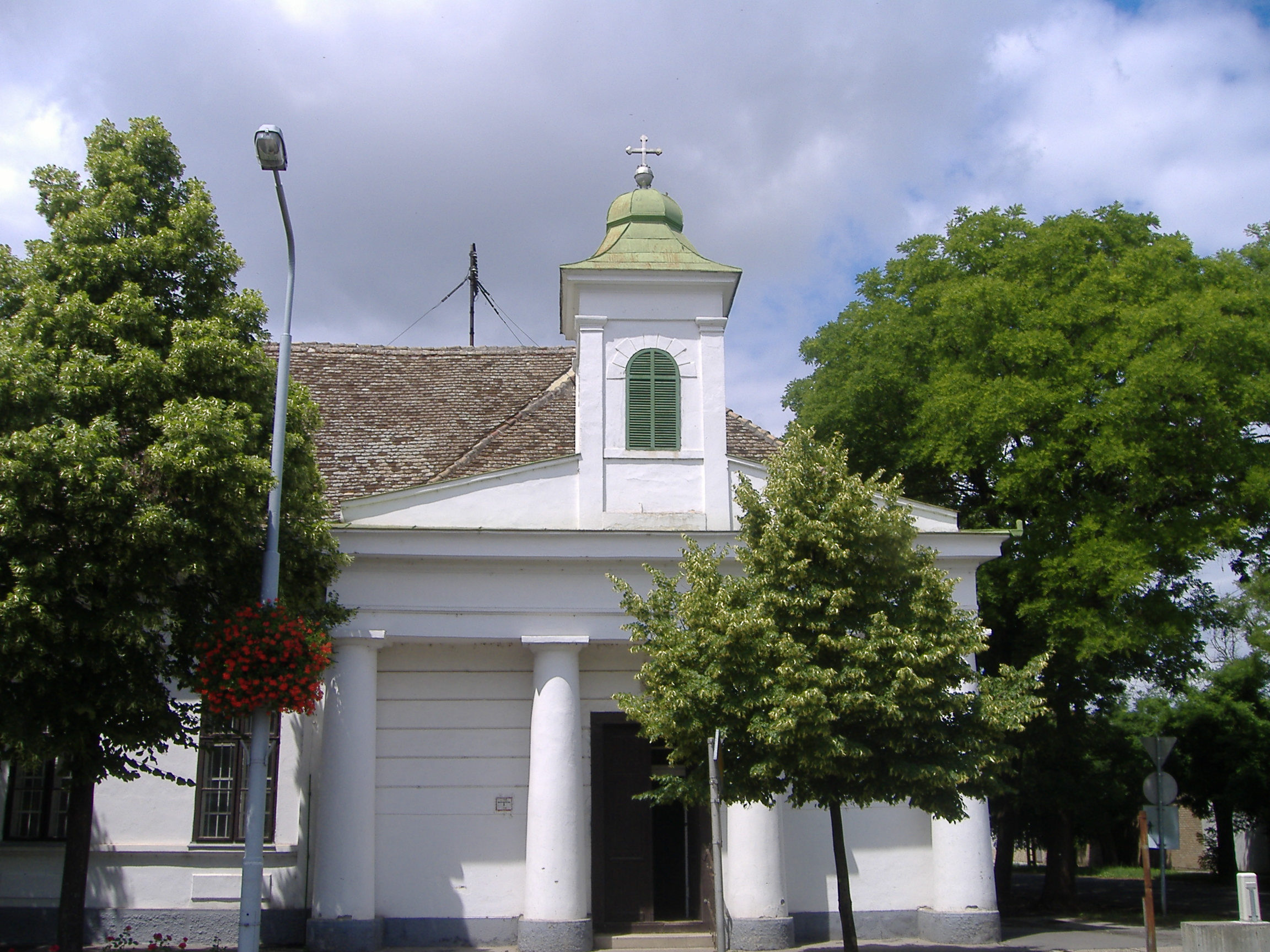
A kápolna épülete

A Makón, a Csanád vezér téren található püspöki rezidencia és kápolna  a város egyik empire stílusú épülete, a helyi római katolikus felekezet fontos közösségi központja.
1826-ban épült fel a püspökök hivatalát biztosító rezidencia, Kőszeghy László temesvári püspök megbízásából, az építtető szándéka szerint nyári laknak. Kőszeghy 1800 és 1828 között igen sokszor tartózkodott Makón. Homlokzata 44 méteres, a lakosztályokat foglalja magába. Az empire stílusú püspöki hivatal tagoló elemei (lizénák és rilazitok) szabálytalan ritmusban törik meg az épület egyhangúságát. 1935-ben fiúinternátussá alakult át, 5 évvel később vezetését és a hívek gondozását szerviták vették át. 1950-ben az internátus megszűnt, az épületben diákotthon jött létre, Szent Gellért nevét felvéve. Az intézmény emléktábláját Habsburg Ottó leplezte le 1992-ben.
Az épület jobb oldalához csatlakozik leglátványosabb része, a kápolna, ami egy időben épült a rezidenciával. Bejáratánál négy vaskos dór oszlop található, figyelemfelkeltő erőteljes párkánya és timpanonja, valamint bádoggal fedett tornya. Nagyboldogasszony tiszteletére áldották meg, védőszentje a Fájdalmas Szűzanya. 1935-ig nem változott a kápolna alakja, külleme. Belseje modernizált, itt található Jámborné Balog Tündének, a város díszpolgárának Karácsony, húsvét, pünkösd című textilkárpitja.
Az 1848–49-es forradalom és szabadságharc során itt tartózkodott Horváth Mihály püspök és Róka József püspöki helynök, valamint Kossuth Lajos, Magyarország kormányzója.
A kápolna műemléki védettséget élvez; törzsszáma a műemlékjegyzékben 2741.

## Külső hivatkozások
- Makói Esperesi Kerület Archiválva 2008. június 23-i dátummal a Wayback Machine-ben
- Vallástörténeti értékek Makón és térségében Archiválva 2007. június 20-i dátummal az Archive.is-en
- Tóth Ferenc dr.: Makói útikalauz. Makó: Magony-Dornbach. 2005.  ISBN 963 86933 1 2